# Rue du Petit-Crucifix
Pour les articles homonymes, voir Rue du Crucifix.
La rue du Petit-Crucifix, également appelée « rue du Crucifix », ou « rue du Crucifix-Saint-Jacques-la-Boucherie », était une ancienne voie publique de Paris, dans l'ancien 6e arrondissement (quartier des Lombards) et qui a disparu lors de l'ouverture de boulevard de Sébastopol en 1854.

## Situation
La rue du Petit-Crucifix, d'une longueur de 53 mètres, qui était située dans l'ancien 6e arrondissement, quartier des Lombards, commençait aux 18-22, rue Saint-Jacques-la-Boucherie et finissait à la place Saint-Jacques-la-Boucherie en s'ouvrant sur la rue des Écrivains,.

## Origine du nom
Elle tire son nom du fief du Crucifix (également appelé fief du Bourdon), dont la principale maison, située à l'angle avec la rue Saint-Jacques-la-Boucherie, était ornée d'une enseigne représentant un crucifix.

## Historique
Située devant l'église Saint-Jacques-la-Boucherie, elle est très tôt urbanisée. Plusieurs sources permettent d'affirmer que la rue était entièrement bâtie au milieu du XIIIe siècle. En 1564, elle fait l'objet d'un élargissement. Le porche du clocher de l'église, l'actuelle tour Saint-Jacques, s'ouvrait sur cette rue, l'entrée principale étant sur la place.

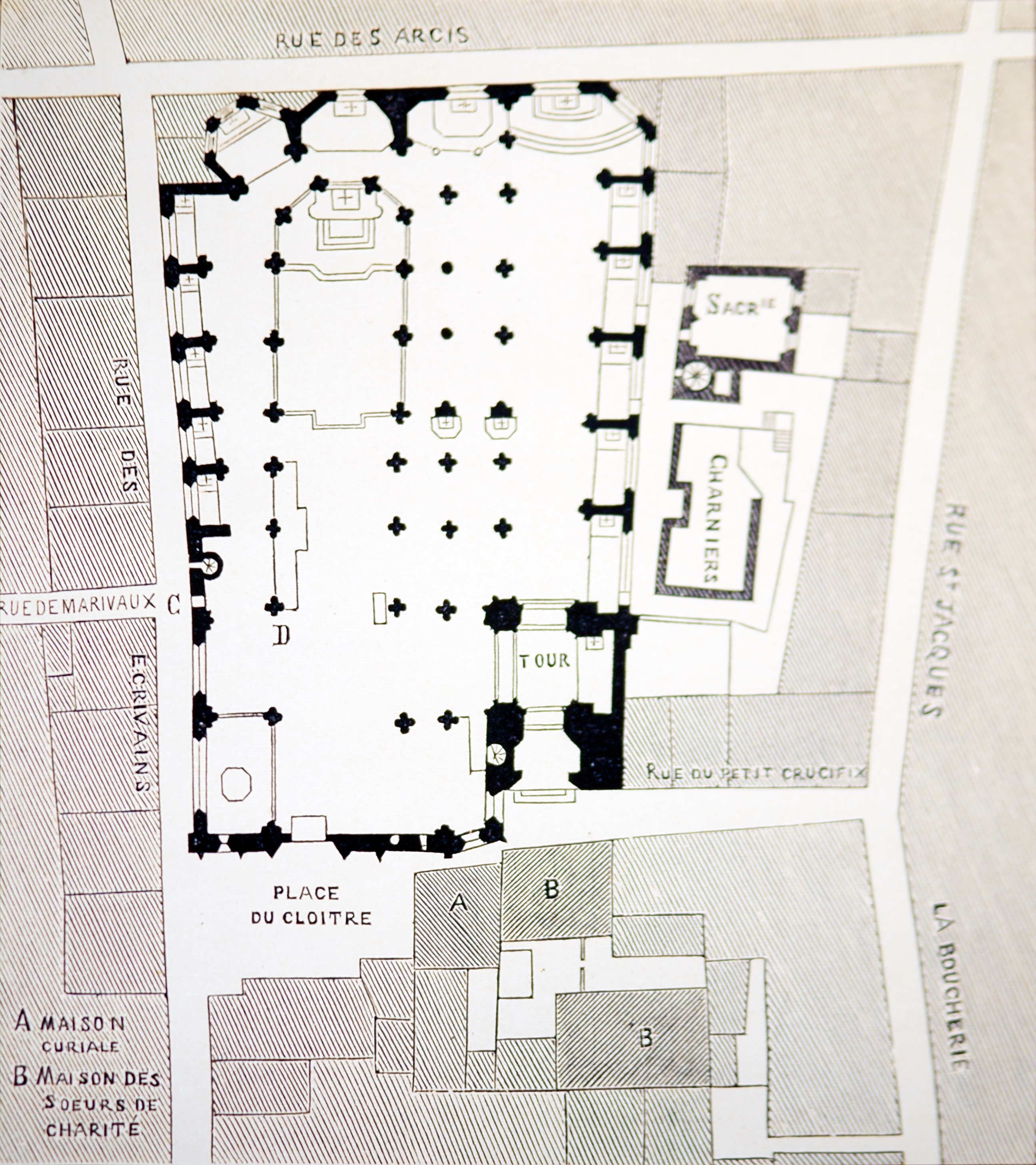
Plan de l'église et du quartier au XVIIIe siècle.
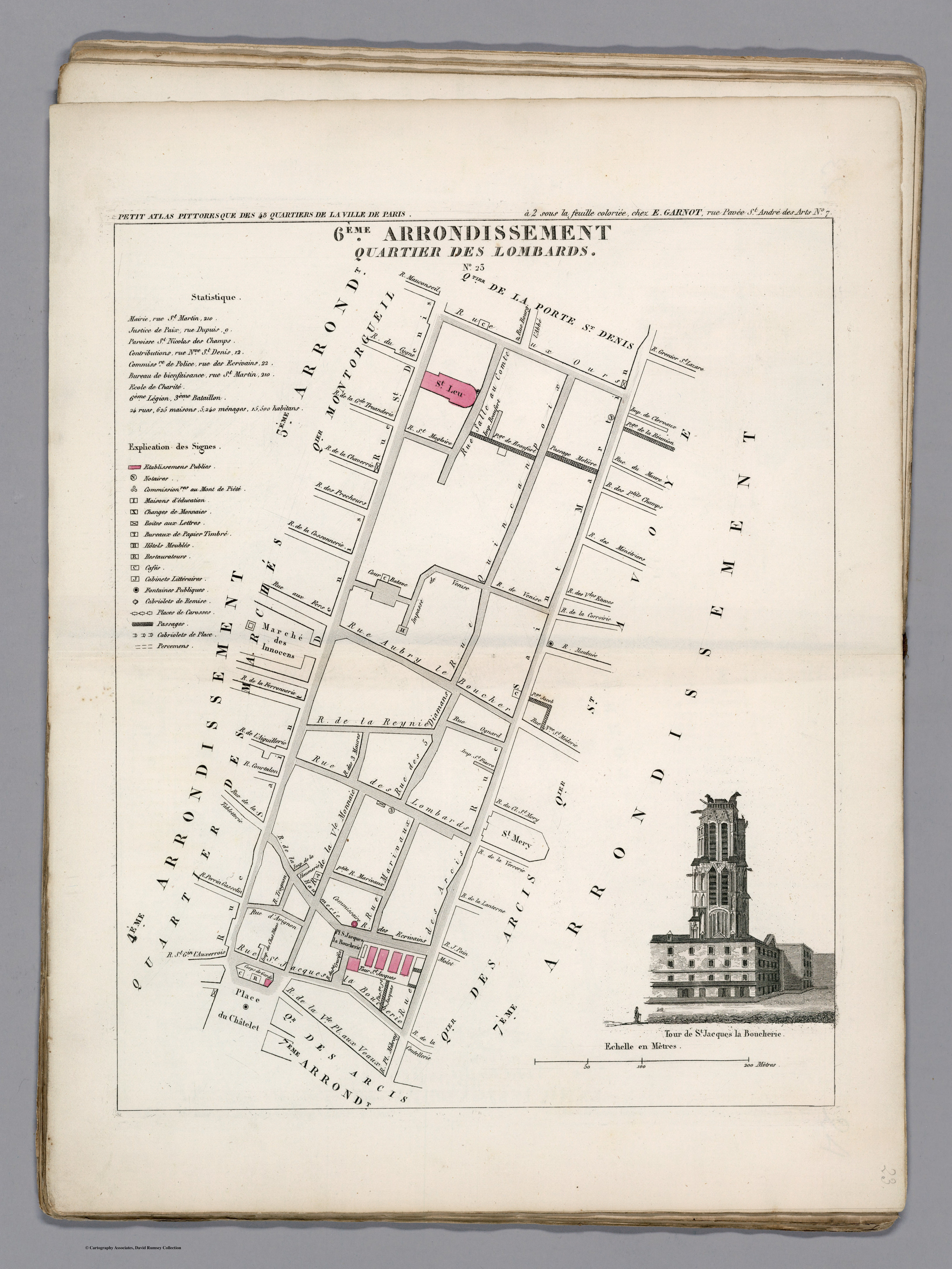
Plan du quartier des Lombards dans l'ancien 6e arrondissement en 1834.

Elle est citée sous le nom de « rue du Crucifix Saint Jacques » dans un manuscrit de 1636.
Elle a également été nommée « petite rue en face le portail de l'église Saint-Jacques » ; « rue du Porce » ou « Porche Saint-Jacques » ; « rue Pierre-au-Let ».
En 1702, la rue, qui fait partie du quartier de Saint-Jacques-de-la-Boucherie, comporte 7 maisons et 3 lanternes.
La largeur de la rue est portée à 6 m par une décision de François Sébastien Letourneux, en date du 18 vendémiaire an VI (9 octobre 1797), puis à 10 m par une ordonnance royale du 9 décembre 1838. Le côté pair de la rue était aligné, mais le côté impair était très irrégulier.
Dans le cadre des transformations de Paris sous le Second Empire, l'ensemble du quartier fait l'objet de profonde transformation. Sont percés l'avenue Victoria, le boulevard Sébastopol et la rue de Rivoli. Entre ces trois nouvelles rues et la partie de la rue Saint-Martin, anciennement rue des Arcis, est aménagé le square de la tour Saint-Jacques. Afin d'aménager ce jardin public, les maisons de la rue du Petit-Crucifix sont démolies et la rue est supprimée, comme la rue et la place Saint-Jacques-la-Boucherie et la rue des Écrivains.